# Hiiekoda
Hiiekoda – pierwszy album estońskiej grupy folk metalowej Metsatöll, wydanym 11 grudnia 2004 roku. Album promują dwa single Hundi Loomine i Ussisonad.

## Lista utworów
Na albumie znajduje się 18 utworów.
| Nr  | Tytuł utworu                           | Długość |
| --- | -------------------------------------- | ------- |
| 1.  | „Ma Laulaks Seda Luguda”               | 01:52   |
| 2.  | „Lahinguväljal Näeme, Raisk!”          | 04:57   |
| 3.  | „Rauavanne”                            | 04:58   |
| 4.  | „Saaremaa Vägimees”                    | 02:19   |
| 5.  | „Hundi Loomine”                        | 02:44   |
| 6.  | „Kui Meid Sõtta Sõrmitie”              | 02:04   |
| 7.  | „Sõjahunt”                             | 03:45   |
| 8.  | „Merepojad”                            | 05:40   |
| 9.  | „Merimees Menneb Merele”               | 00:51   |
| 10. | „Hundi Süda Sees”                      | 04:34   |
| 11. | „Velekeseq Noorõkõsõq”                 | 02:57   |
| 12. | „Raiun Kui Rauda”                      | 04:20   |
| 13. | „Alle-aa”                              | 03:50   |
| 14. | „Eestimaa Vabadiku Laul Puu Oksa Peal” | 02:13   |
| 15. | „Sajatus”                              | 03:25   |
| 16. | „Kotkapojad”                           | 04:26   |
| 17. | „Hiiekoda”                             | 07:15   |
| 18. | „Ussisõnad”                            | 05:42   |
|     |                                        | 1:07:52 |